# Tsuneo Mori
Tsuneo Mori (森 恒夫 Mori Tsuneo?,  6 de diciembre de 1944 - 1 de enero de 1973) fue un activista japonés de izquierda radical y terrorista. Nació en Osaka e ingresó en la Universidad de la Ciudad de Osaka donde se involucró en la política de izquierdas, finalmente uniéndose a la Facción del Ejército Rojo, que era una subfacción militante cismática de la Liga Comunista de Japón. Después de que muchos de los miembros de la Facción del Ejército Rojo fueran arrestados por la policía japonesa con Mori a la fuga, varios miembros del grupo fueron a Corea del Norte con el vuelo 351 de Japan Airlines y varios formaron el Ejército Rojo Japonés. Mori permaneció en Japón y finalmente se convirtió en líder del Ejército Rojo Unido. Junto a Hiroko Nagata, presuntamente mató a 12 de sus miembros en una purga y fue arrestado en febrero de 1972. Se suicidó por ahorcamiento en su celda en Tokio el 1 de enero de 1973.